# جون مكدونالد (سياسي)
جون مكدونالد (بالإنجليزية: John McDonald)‏ هو سياسي بريطاني وأسترالي (وحمل سابقاً جنسية المملكة المتحدة لبريطانيا العظمى وأيرلندا)، ولد في 6 ديسمبر 1898 في المملكة المتحدة، وتوفي في 23 أبريل 1977 في أستراليا. حزبياً، نشط في الحزب الوطني الأسترالي - فيكتوريا ‏.

## مناصب
- انتخب عضو الجمعية التشريعية فيكتوريا عن دائرة Shepparton ‏ (10 نوفمبر 1945 – 22 أبريل 1955).
- انتخب Premier of Victoria [الإنجليزية]‏ (31 أكتوبر 1952 – 17 ديسمبر 1952).
- انتخب Premier of Victoria [الإنجليزية]‏ (27 يونيو 1950 – 28 أكتوبر 1952).
- انتخب عضو الجمعية التشريعية فيكتوريا عن دائرة Electoral district of Goulburn Valley [الإنجليزية]‏ (19 سبتمبر 1936 – 10 نوفمبر 1945).